# سباستيان جايتان
سباستيان جايتان (بالإسبانية: Sebastián Gaitán)‏ (21 يونيو 1987 بمونتفيدو في الأوروغواي - ) هو لاعب كرة قدم أوروغواني في مركز الوسط. لعب مع التانك سيلي وأتليتيكو بروغريسو ‏ وVilla Teresa ‏ وDeportivo Petapa ‏.

## وصلات خارجية
- سباستيان جايتان على موقع قاعدة بيانات كرة القدم.إي يو (الإنجليزية)
- سباستيان جايتان على موقع Soccerway.com (الإنجليزية)